# Mięsień pochyły tylny
Mięsień pochyły tylny (ang. posterior scalene muscle, łac. musculus scalenus posterior) – w anatomii człowieka parzysty mięsień zaliczany do grupy głębokich mięśni szyi. Rozpoczyna się na guzkach tylnych wyrostków poprzecznych kręgów C5–C7. Przebiega silnie skośnie do tyłu od innych mięśni pochyłych i przyczepia się do powierzchni zewnętrznej drugiego żebra, na guzku mięśnia pochyłego. Unaczyniony jest przez gałęzie tętnicy tarczowej dolnej. Unerwienie pochodzi od gałęzi przednich nerwów rdzeniowych C6–C8.
Funkcja mięśnia pochyłego tylnego jest bardzo podobna do innych mięśni pochyłych, czyli jest to zgięcie przednie lub boczne kręgosłupa. Ponadto jest pomocniczym mięśniem wdechowym, ponieważ jego skurcz przy ustalonym kręgosłupie unosi drugie żebro.